# Sandviken (stad)
Sandviken is de hoofdstad van de gemeente Sandviken in het landschap Gästrikland en de provincie Gävleborgs län in Zweden. De plaats heeft 22574 inwoners (2005) en een oppervlakte van 1546 hectare. De plaats ligt ongeveer 20 kilometer ten westen van de stad Gävle, aan het meer Storsjön.
De naam Sandviken betekent zandbaai, behalve deze stad zijn er nog verschillende andere plaatsen in heel Scandinavië met dezelfde naam te vinden.

## Geschiedenis
Sandviken is gesticht in 1862 door Göran Fredrik Göransson. Hij bouwde bij het Storsjön een staalbedrijf dat zou uitgroeien tot Sandvik AB.

## Verkeer en vervoer
Bij de plaats lopen de E16/Riksväg 68 en Länsväg 272.
De plaats heeft een station aan de spoorlijn Gävle - Kil/Frövi.

## Geboren
- Kim Källström (1982), voetballer
- Sara Hector (1992), alpineskiester